# 张东木
张东木（1913年11月—2001年12月），山东桓台人，中华人民共和国政治人物。
担任济南市人民政府副市长。1954年，当选第一届全国人民代表大会代表。